# Villafranca de Bonany
Villafranca de Bonany (oficialmente en catalán: Vilafranca de Bonany) es un municipio y localidad española de la comunidad autónoma de las Islas Baleares. El término municipal, ubicado en la isla de Mallorca, tiene una población de 3816 habitantes (INE 2024). Es conocido por su producción de melones.

## Geografía

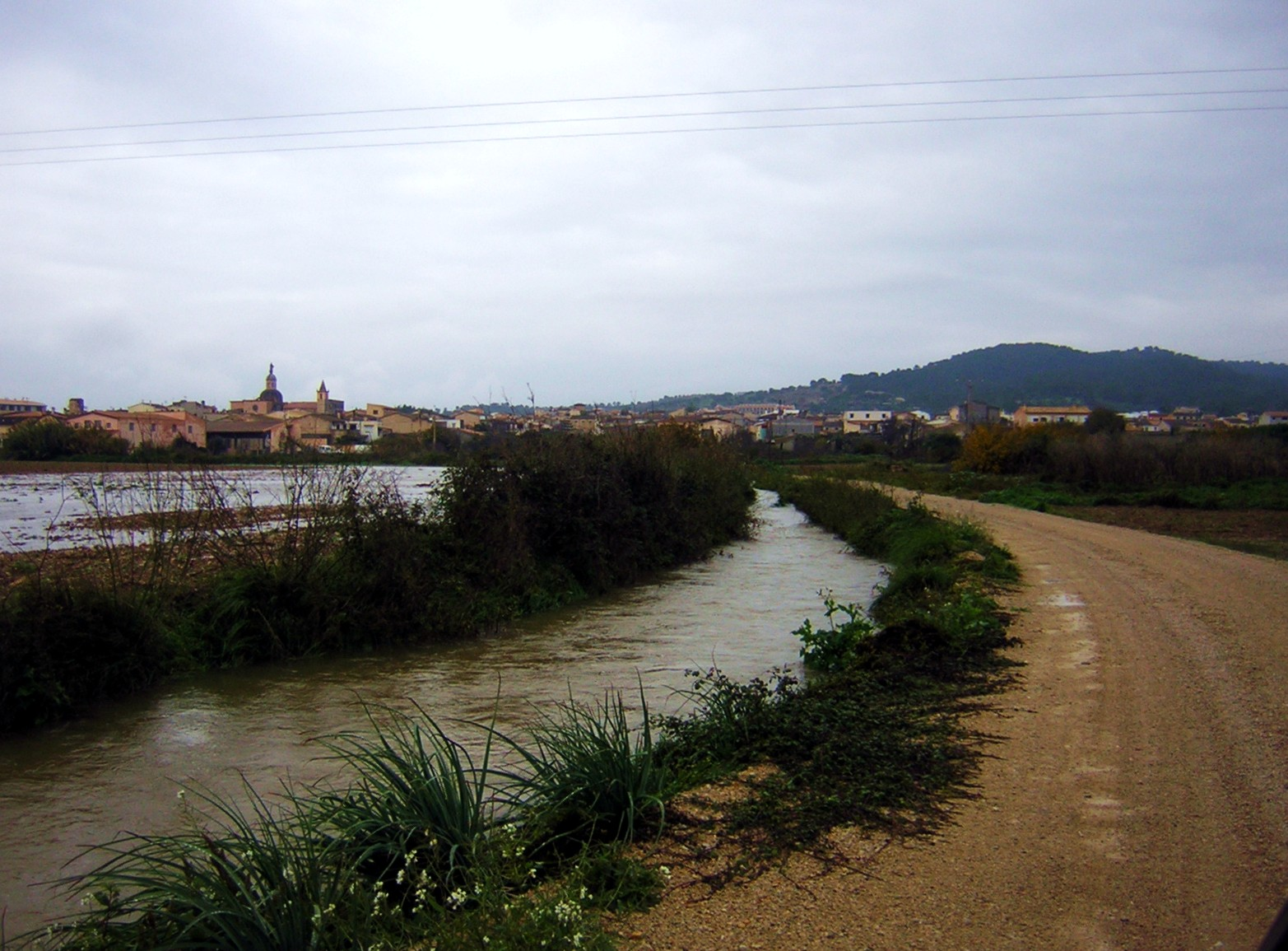
Torrente de Boscana

Perteneciente a la comarca del Llano de Mallorca en la isla de Mallorca que colinda con Felanich, Porreras, San Juan, Petra y Manacor.

## Historia
En el momento de la conquista cristiana, las tierras de Villafranca pertenecían al distrito musulmán de Yiynau-Bitra. La villa se creó en 1620 cuando se instituyó el núcleo para establecer en un mismo sitio a todos los trabajadores de la baronía de San Martín. Villafranca proviene del término “villa sin impuestos”, nombre que adquirió en su nacimiento. Pau Sureda Campfullós dividió sus tierras (San Martín) nombrando a una parte Son Pere Jaume; con el objetivo de formar una población allí que se ocuparía de sus propiedades. Así se formó un núcleo exento de impuestos, lo que atrajo a los campesinos. En el año 1685 habría aproximadamente 80 casas nuevas.
El topónimo aparece citado en 1633 en Historia general del Reyno Balearico —escrito por Juan Bautista Dameto— como Villafranca de San Martín. Se segregó de Petra en 1813, constituyéndose en municipio independiente. 
Hasta la reforma de la nomenclatura municipal de 1916 el municipio se llamaba simplemente Villafranca. En dicha fecha su nombre fue modificado por el de Villafranca de Bonany, para diferenciarlo de los otros municipios homónimos de España. En 1993 el nombre oficial volvió a cambiar, esta vez a Vilafranca de Bonany.
Su patrona es Santa Bárbara.

## Demografía
Villafranca de Bonany cuenta con una población de 3816 habitantes (INE 2024).
| Gráfica de evolución demográfica de Villafranca de Bonany entre 1842 y 2021 |
| |
| Población de derecho según los censos de población del INE. Población de hecho según los censos de población del INE.En estos censos se denominaba Villafranca: 1842, 1857, 1860, 1877, 1887, 1897, 1900 y 1910. En estos censos se denominaba Villafranca de Bonany: 1920, 1930, 1940, 1950, 1960, 1970, 1981 y 1991. |

## Administración y política

### Gobierno municipal
| Periodo   | Nombre                      | Partido | Partido                       |
| --------- | --------------------------- | ------- | ----------------------------- |
| 1979-1983 | Juan Nicolau Garí           |         | Unión de Centro Democrático   |
| 1983-1990 | Bernardo Gari Gaya          |         | Alianza Popular               |
| 1990-1991 | Antoni Nicolau Nicolau      |         | Unió Mallorquina              |
| 1991-1999 | Juan Bauzà Bauzà            |         | Partit Socialista de Mallorca |
| 1999-2007 | Jaume Sansó Caldentey       |         | Partit Socialista de Mallorca |
| 2007-2010 | Jaume Sansó Caldentey       |         | Més Vilafranca                |
| 2010-2011 | Antoni Nicolau Nicolau      |         | Unió Mallorquina              |
| 2011-2015 | Montserrat Rosselló Nicolau |         | Partido Popular               |
| 2015-act. | Montserrat Rosselló Nicolau |         | Partit per al Poble           |

| Partido político                                   | 2023  | 2023  | 2023       | 2019  | 2019  | 2019       | 2015  | 2015  | 2015       | 2011  | 2011  | 2011       | 2007  | 2007  | 2007       |
| Partido político                                   | %     | Votos | Concejales | %     | Votos | Concejales | %     | Votos | Concejales | %     | Votos | Concejales | %     | Votos | Concejales |
| Partit per al Poble (PxP)-Partido Popular (PP)     | 54,27 | 1048  | 6          | 52,36 | 919   | 6          | 46,13 | 774   | 6          | 44,47 | 719   | 5          | 42,24 | 490   | 5          |
| Assemblea Per Vilafranca-Més per Mallorca          | 44,74 | 864   | 5          | 46,55 | 817   | 5          | 30,04 | 504   | 3          | 43,78 | 708   | 5          | 46,55 | 540   | 5          |
| Independents per Vilafranca-ERIB-AM                | —     | —     | —          | —     | —     | —          | 16,09 | 270   | 2          | —     | —     | —          | —     | —     | —          |
| El Pi-Proposta per les Illes                       | —     | —     | —          | —     | —     | —          | 6,50  | 109   | 0          | —     | —     | —          | —     | —     | —          |
| Liga Regionalista de las Islas Baleares (IB-LLIGA) | —     | —     | —          | —     | —     | —          | —     | —     | —          | 10,14 | 164   | 1          | —     | —     | —          |
| Unió Mallorquina (UM)                              | —     | —     | —          | —     | —     | —          | —     | —     | —          | —     | —     | —          | 9,22  | 107   | 1          |

## Fiestas
Feria y Fiesta del Melón
Desde el 1970 se celebra la Feria del Melón, llamada así porque se lleva a cabo después de la recolección y almacenamiento de melones para posteriormente distribuir o consumir, se rinde homenaje al producto. La feria es durante la primera semana de septiembre.
Una de las actividades más populares de esta festividad son las linternas hechas vaciando la pulpa del melón y dibujando en la cáscara, así con una luz dentro, se puede ver la silueta del dibujo.
Todos se reúnen en la plaza mayor del pueblo y siguen a la banda de música (Vilatukada) haciendo un recorrido. Las personas que participan suelen ir vestidas con una camiseta blanca y un pañuelo verde en el cuello. 
Por la noche y la mañana hay una feria con productos artesanos y ecológicos de Mallorca. En la feria de la mañana hay muestras de animales propios de la zona y maquinaria agrícola.
Durante la Fiesta del Melón se realizan distintos concursos como el de comer melón, el melón más grande, el de más calidad, etc.
Fiestas de la Beata
Estas fiestas tienen su origen a finales del siglo XVIII. Se celebran la última semana de julio para conmemorar a Santa Catalina Tomás. Al finalizar el pregón se llevan a cabo diversos actos como una muestra de ball de bot (Aires Villafranqueros), juegos infantiles, concursos, espectáculos, teatros, torneos deportivos, una ruta de tapas, el baile de "Els Cavellets", una cena solidaria para recaudar fondos para la AECC, verbenas, entre otros.
Durante dos días se hacen la tradicionales salidas del demonio y unos cabezudos, en las que personas disfrazadas persiguen a los niños o gente que quiera participar haciendo un recorrido por el pueblo. Estas dos salidas van acompañadas de la música de gaitas, tambores y flabioles. 
También se hacen los espectáculos de fuego llamados Beatifoc y Beatisò, producido por el grupo de demonios de fuego de Villafranca de Bonany llamado Boiets. 
Por último, la fiesta Sa Revolta pone fin a las Fiestas de la Beata.
Feria del Teatro Infantil y Juvenil
Organizado por Sa Xerxa de Teatro Infantil y Juvenil de las Islas Baleares colaborando con el Ayuntamiento de Villafranca y la ayuda de instituciones y empresas privadas.
A mediados de octubre se realizan diversos espectáculos de animación infantil por las calles, obras de teatro y actuaciones en espacios cerrados.
En esta feria del teatro participan más de 20 compañías fuera de las Baleares y 15 aproximadamente (dependiendo del año) de las Islas Baleares. La feria sirve para mostrar las nuevas propuestas escénicas profesionales actuales, dirigidas a todos los públicos.
Fiestas de Santa Bárbara
Las primeras semanas de diciembre se celebran unas fiestas en honor a la patrona del pueblo, Santa Bárbara. Con una misa, seguida de una “bunyolada” (se hacen muchos buñuelos para ofrecerlos a la gente) regada con moscatel. 
Se realizan actos lúdicos, exposiciones de arte, conferencias, eventos deportivos, charlas, etc.